# 台灣播出之韓劇列表 (2008年)
台灣播出之韓劇列表為在2008年台灣播映過之韓國戲劇
| 日期     | 劇名               | 韓國電視台 | 台灣電視台            | 主要演員                                                    | 網站                        |
| 01月3日  | 咖啡王子1號店      | MBC        | 緯來戲劇台 緯來綜合台 | 尹恩惠、孔劉、李善均、蔡貞安                                | 網頁 （页面存档备份，存于） |
| 01月31日 | 愛恨一線間         | SBS        | 緯來戲劇台            | 李雅賢、李智英、吳大奎                                      | 網頁（页面存档备份，存于）  |
| 02月12日 | 堅強的野花         | SBS        | 緯來綜合台 緯來戲劇台 | 李雅賢、鮮于在德、金政學                                    | 網頁 （页面存档备份，存于） |
| 02月14日 | 家有七公主         | KBS        | 八大戲劇台            | 李泰蘭、崔貞媛、金慧渲、高周元 李昇基、朴海鎮、申智秀       | 網頁                        |
| 02月14日 | 我男人的女人       | MBC        | 緯來戲劇台            | 裴宗玉、金相中、金喜愛、河有美、金秉世                      | 網頁 （页面存档备份，存于） |
| 02月22日 | 美好人生           | KBS        | 八大第一台            | 朴海鎮、韓孝周、洪秀雅 李柱賢、尹海英、姜晶華               | 網頁                        |
| 03月17日 | 飛天舞             | SBS        | 衛視中文台            | 朱鎮模、朴志胤、金剛、李鐘赫 朴信惠、朴鎮宇、牛莉、王亞楠   | 網頁                        |
| 4月9日   | 文熙               | MBC        | 緯來綜合台            | 姜受延、朴相勉、趙軟祐、金海淑                              | 網頁 （页面存档备份，存于） |
| 4月9日   | 王與我             | MBC        | 緯來戲劇台            | 吳萬石、具慧善、高周元、李真 田光烈、錢忍和、梁美京         | 網頁 （页面存档备份，存于） |
| 05月1日  | 完美鄰居           | SBS        | 愛爾達影劇台          | 裴斗娜、金勝友、朴施厚、閔智慧                              | 網頁 （页面存档备份，存于） |
| 05月22日 | 李祘               | MBC        | 八大戲劇台            | 李瑞鎮、韓志旼、李順載、李宗秀、趙軟祐                      | 網頁                        |
| 05月23日 | 媳婦的全盛時代     | KBS        | 緯來戲劇台            | 李水京、金智勳、李鍾原 宋善美、徐寧熙、張鉉誠               | 網頁 （页面存档备份，存于） |
| 05月29日 | 黃金新娘           | SBS        | 緯來綜合台            | 李英雅、宋昶儀、宋鍾鎬 崔如真、金希澈、洪恩希               | 網頁 （页面存档备份，存于） |
| 06月3日  | 六個孩子           | MBC        | 中視 中天綜合台       | 張美姬、吳泰京、李美美、盧亨昱 李燦浩、宋恩惠、宋慧教       | 網頁 （页面存档备份，存于） |
| 07月1日  | 錢的戰爭           | MBC        | 八大戲劇台            | 朴新陽、朴真熙、金晶和、申東旭                              | 網頁                        |
| 07月7日  | 爆米花             | SBS        | 八大娛樂K台           | 宋承憲、金奎梨、權海驍、李珠京 鄭俊、崔容民、金允慶、楊美蘿 | 網頁                        |
| 07月9日  | 張禧嬪             | SBS        | 八大戲劇台            | 鄭善敬、甄美里、金元姬                                      | 網頁                        |
| 07月14日 | 遊戲女王           | SBS        | 東森綜合台            | 朱鎮模、李寶英、崔俊勇、金秀賢                              | 網頁                        |
| 08月7日  | New Heart 嶄新的心 | MBC        | 緯來戲劇台            | 地成、金玟廷、曹在顯、李志勳                                | 網頁 （页面存档备份，存于） |
| 08月24日 | 太祖王建           | KBS        | 八大戲劇台            | 崔秀宗、金永哲、徐仁錫 盧賢熙、文熙遠、申貴植               | 網頁                        |
| 08月26日 | 愛也好恨也好       | KBS        | 緯來戲劇台            | 趙東赫、韓智慧、金智錫、柳仁英                              | 網頁 （页面存档备份，存于） |
| 08月29日 | 壞女人好女人       | MBC        | 東森綜合台            | 崔真實、李在龍、成賢娥、全盧民                              | 網頁                        |
| 09月1日  | 人妻的秘密         | SBS        | 八大第一台            | 李應敬、金智錫、金秉世、申素美                              | 網頁                        |
| 09月10日 | 殘酷的愛           | SBS        | 八大戲劇台            | 柳善、康星民、崔貞允、金佑錫                                | 網頁                        |
| 10月6日  | 一枝梅             | SBS        | 八大戲劇台            | 李準基、韓孝周、朴施厚、李英雅                              | 網頁                        |
| 11月3日  | 愛戀檢察官         | MBC        | 東森綜合台            | 王熙智、金民成、南日宇、李輝香                              | 網頁                        |
| 11月4日  | 戀人啊             | SBS        | 緯來戲劇台            | 尹孫河、劉五性、金瑞亨、李亨哲                              | 網頁 （页面存档备份，存于） |
| 11月12日 | 討厭也喜歡         | SBS        | 緯來綜合台            | 金允慶、崔弼立、柳泰雄、李西妍                              | 網頁 （页面存档备份，存于） |
| 11月17日 | 戀人               | SBS        | 八大戲劇台            | 李瑞鎮、金廷恩、鄭燦、金奎梨                                | 網頁                        |
| 11月24日 | 女人萬歲           | SBS        | 八大戲劇台            | 蔡時那、蔡琳、邊宇民、素賢 金燦宇、蘇志燮、金世胤           | 網頁                        |
| 12月8日  | 真愛On air         | SBS        | 緯來戲劇台            | 金荷娜、朴容夏、宋玧妸、李凡秀                              | 網頁（页面存档备份，存于）  |
| 12月15日 | 還是喜歡你         | MBC        | 緯來戲劇台            | 金芝荷、高恩美、李昌勳、沈亨倬                              | 網頁 （页面存档备份，存于） |
| 12月15日 | 露露公主           | SBS        | 衛視中文台            | 金諪恩、鄭俊鎬、金興秀                                      | 網頁                        |
| 12月17日 | 太陽的女子         | KBS        | 八大戲劇台 中視       | 金智秀、韓載錫、李荷娜、鄭糠雲                              | 網頁                        |
| 12月29日 | 錯愛               | KBS        | 八大戲劇台            | 權相佑、李枖原、金聖洙、金佳妍                              | 網頁                        |

## 外部連結
- 韓國偶像劇場 （页面存档备份，存于）